# Enrico Rastelli
Enrico Rastelli (Samara, 1º dicembre 1897 – Bergamo, 13 dicembre 1931) è stato un giocoliere italiano.

## Biografia

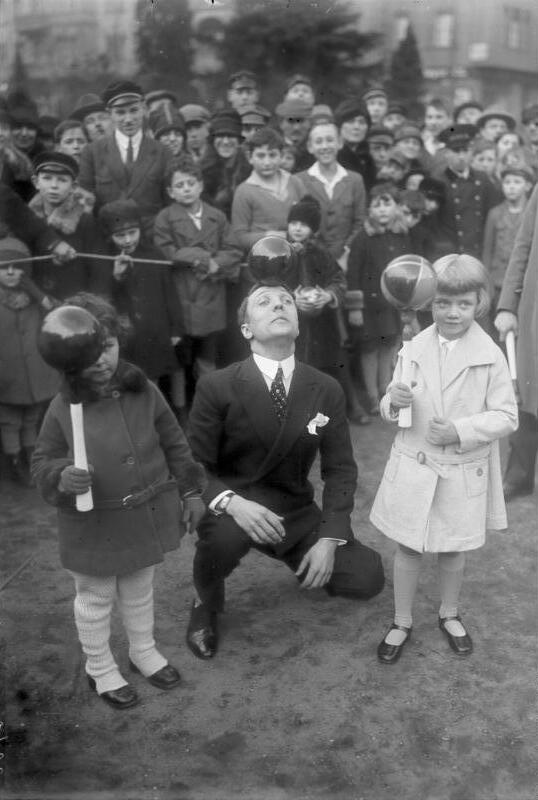
Enrico Rastelli nel 1930

Rastelli nacque a Samara il 1 dicembre 1897, in Russia, da una famiglia circense: Alberto Raimondo Rastelli e Giulia Alessandra Bedini. Entrambi i suoi genitori erano artisti del circo e non ci volle molto tempo perché il giovane Enrico decidesse di entrare negli "affari" di famiglia, ricevendo un rigoroso allenamento in varie discipline circensi. Debuttò in scena a tredici anni in un numero dei suoi genitori, mentre a diciannove anni si esibiva già da solo in un numero di giocoleria. Le sue prime esibizioni includevano la manipolazione di bastoni e palle in stile giapponese, e utilizzava un kimono come costume di scena.
A differenza degli altri giocolieri della sua epoca, che erano soliti giocolare con oggetti di uso quotidiano, Rastelli scelse di concentrarsi su oggetti più adatti ad essere afferrati e lanciati, come bastoni, piatti e palline, riuscendo in tal modo a raggiungere un livello tecnico notevolmente al di sopra di quello dei suoi contemporanei. Questa scelta di tre oggetti semplici, inoltre, è ancora adottata dalla maggioranza dei giocolieri moderni, che usano soprattutto clave (che sostituiscono i bastoni), anelli (che sostituiscono i piatti) e palline.
Nel 1917 Rastelli sposò Harriet, una funambola. All'inizio degli anni venti stava diventando una star, con dei tour attraverso l'Europa e l'America, cambiando costume ed eseguendo anche numeri di equilibrio statico. Alla fine del decennio si spostò dal circuito dei circhi in quello dei teatri di vaudeville, cambiando ulteriormente stile e giocolando contemporaneamente con cinque palloni da calcio. Con la fortuna accumulata grazie ai suoi spettacoli, Rastelli comprò una villa a Bergamo, dove si stabilì con la moglie e tre figli.
Malato di emofilia, Rastelli tornò a Bergamo nel 1931, dove morì il 13 dicembre. Il suo funerale, a cui parteciparono migliaia di persone, ebbe luogo a Bergamo. Venne sepolto nel cimitero civico nella cappella di famiglia, dove una statua a grandezza naturale, opera di Gianni Remuzzi, lo ritrae con un pallone in equilibrio sul dito.
Rastelli è considerato uno dei più grandi giocolieri di tutti i tempi, capace di giocolare con otto piatti, otto bastoni e dieci palline. Era anche un maestro di "combinazione" di stili, come giocolare con sei piatti, facendo girare un cerchio con un piede e saltando la corda girata da due assistenti. La sua influenza è sentita ancora oggi, con la maggioranza dei giocolieri che si limitano ad usare clave, cerchi e palline. Anche se oggi le sue abilità tecniche sono state superate, nessuno ha uguagliato la fama che ottenne.